# Гаудино, Маурицио
Маури́цио Гауди́но (нем. Maurizio Gaudino; 12 декабря 1966, Брюль) — немецкий футболист, играл на позиции атакующего полузащитника.

## Карьера
Гаудино сыграл в Бундеслиге 294 матча, выступая за клубы «Вальдхоф» (Мангейм), «Штутгарт», «Айнтрахт» (Франкфурт) и «Бохум». Он стал чемпионом Германии в составе «Штутгарта» в 1992 году и помог команде выйти в финал Кубка УЕФА, где она уступила «Наполи» Диего Марадоны.

## Арест
14 декабря 1994 года Маурицио Гаудино был арестован по обвинению в мошенничестве со страховкой украденных автомобилей. Позже он был осуждён на два года с отсрочкой исполнения приговора и выплате штрафа 180 000 марок.

## Личная жизнь
Сын Маурицио Джанлука (род. 1996) — также футболист.

## Достижения
- Финалист Кубка УЕФА: 1989
- Чемпион Германии: 1992